# Князев, Алексей Дмитриевич
Алексей Дмитриевич Князев (25 августа 1975 года) — российский самбист, серебряный (2009) и бронзовый (2010-2013, 2016) призёр чемпионатов России по боевому самбо, чемпион Европы и мира 2009 года, мастер спорта России международного класса. Тренировался под руководством Э. Г. Малышева и В. В. Шилина. Выступал в тяжёлой весовой категории (свыше 100 кг).

## Спортивные результаты
- Чемпионат России по боевому самбо 2009 года — ;
- Чемпионат России по боевому самбо 2010 года — ;
- Чемпионат России по боевому самбо 2011 года — ;
- Чемпионат России по боевому самбо 2012 года — ;
- Чемпионат России по боевому самбо 2013 года — ;
- Чемпионат России по боевому самбо 2016 года — ;